# Hermann Kriebel
Hermann Kriebel (nacido como Hermann Karl Theodor Kriebel, el 20 de enero de 1876 en Germersheim, Imperio Alemán y fallecido en Múnich, Alemania) fue un teniente coronel retirado bávaro que participó en el Putsch de Múnich junto a Adolf Hitler y Erich Ludendorff entre otros.